# Майрон Шоулз
Майрон Сам'юел Шоулз (МФА: [ʃoʊlz], інколи помилково Майрон Скоулз; 1 липня 1941 року, Тіммінс, Канада) — канадський економіст, найбільш відомий як один з авторів моделі Блека — Шоулза. У 1997 році нагороджений Нобелівською премією з економіки за розробку методів оцінки вартості деривативів.

## Біографія

### Освіта
Народився Майрон 1 липня 1941 р. у Тіммінсі (провінція Онтаріо). Його батько був стоматологом, мати мала мережу невеличких магазинів, завдяки чому хлопець з раннього віку цікавився економікою. 1962 р. він успішно закінчує університет Макмастера у Гамільтоні і програмістом починає власний трудовий шлях. Працював практично цілодобово, але вирішив продовжити навчання в аспірантурі Чиказького університету. Під час роботи над докторською дисертацією Шоулз досліджує ціноутворення фінансових активів, арбітражні операції на різних біржах, прагне визначити форми кривої попиту в торгівлі цінними паперами. 1968 р. Шоулз захищає докторську дисертацію і стає асистентом професора фінансів у Слоан-школі менеджменту Массачусетського технологічного інституту.

### Кар'єра
Перші наукові праці «Ринок цінних паперів: заміщення за цінового тиску й ефекти інформування про ціни на акції» (1972), у співавторстві — «Зв'язок між зумовленим ризиком та обліком обмежених рівнів ризику» (1970), та «Оцінка опціонних контрактів і тест ринкової ефективності» (1972). У Чиказькому університеті учений поглиблює свої дослідження, які побачили світ у цілому ряді наукових праць. Основні досягнення в економічній науці М. Шоулз спільно з Блеком Фішером полягають у тому, що вони розробили метод визначення вартості опціону, що не потребує використання конкретної премії за ризик. Ця ідея відтворена в формулі, яку автори обґрунтували у праці «Утворення цін на опціони і пасиви корпорації» (1973).
1983 р. М.Шоулза запрошують на посаду професора Стенфордського університету. Далі він працює консультантом відомого інвестиційного банку «Solomon Bujthers», 1994 р. створює хедж-фонд «Long Term Capital Manegement» LTCM і стає його президентом. За кілька років фонд стає одним з найбільших у світі, але 1998 р. він опинився на межі банкрутства. Величезних збитків зазнали усі акціонери банку і серед них — власне Шоулз. Ситуація з фондом свідчить, що на шляху від теоретичних ідей до жорстоких реалій практики навіть великі учені не застраховані від поразок. Спільно з Ф.Блеком М.Шоулз провів ряд досліджень з природи «фінансових ризиків». Нобелівську премію з економіки 1997 р. йому було присуджено «за розробку нового методу визначення вартості „вторинних“(похідних) паперів».

### Інші інтереси
Скоулз також є головним інвестиційним стратегом у Janus Henderson. Цю посаду він обіймав у старій фірмі Janus Capital Group з 2014 року. Janus Capital об'єдналася з Henderson Group у 2017 році, щоб створити Janus Henderson. На цій посаді він керує розробкою продукту розподілу активів, що розвивається, і співпрацює з інвестиційною командою, надаючи макропрогнозування та кількісний аналіз, специфічний для хеджування, управління ризиками та дисциплінованого формування портфеля. Він також є членом правління Чиказької товарної біржі та Dimensional Fund Advisors. Зараз Шоулз є головою ради економічних радників Stamos Capital Partners.